# Hichem Mokhtar
Hichem Mokhtar (en arabe : هشام مختار), né le 24 octobre 1991 à Relizane est un footballeur algérien qui évolue au poste d'avant-centre.

## Carrière

### En clubs
Hichem Mokhtar remporte le championnat de troisième division saoudienne, avec Al-Najma SC. En avril 2023, il inscrit un but, lors de la finale du championnat, dans une victoire de 2-1, face à Al-Taraji.
En juillet 2023, en fin de contrat avec Al-Najma SC, il signe un contrat de deux saisons, avec la JS Kabylie. En décembre 2023, il résilie son contrat, à l'amiable, avec la JS Kabylie.

## Palmarès

### En clubs
- Vainqueur de la Coupe d'Algérie U20 en 2011 avec l'USM Blida.
- Vainqueur de la Coupe d'Algérie en 2013 avec l'USM Alger.
- Vainqueur de la Coupe de l'UAFA en 2013 avec l'USM Alger.
- Finaliste de la Coupe d'Algérie en 2016 avec le NA Hussein Dey.
- Finaliste de la Coupe d'Algérie en 2019 avec la JSM Béjaïa.
- Champion de troisième division saoudienne en 2023 avec Al-Najma SC.